# Halicardia flexuosa
Halicardia flexuosa är en musselart som först beskrevs av Addison Emery Verrill och S. Smith 1881.  Halicardia flexuosa ingår i släktet Halicardia och familjen Verticordiidae. Inga underarter finns listade i Catalogue of Life.